# Atletisme als Jocs Olímpics d'estiu de 1952 - llançament de javelina femení
La competició femenina de llançament de javelina a les Olimpíades de 1952 va tenir lloc el 24 de juliol a l'Estadi Olímpic de Hèlsinki. L'atleta txecoslovaca Dana Zátopková va guanyar la medalla d'or i va batre el rècord olímpic.
Van participar-hi 19 atletes (de les 21 inscrites) de 13 països.

## Rècords
Abans de la celebració dels Jocs de Hèlsinki, els rècords mundial i olímpic eren els següents:
| Rècord del món | Natalya Smirnitskaya (URS) | 53.41 m | Moscou, Unió Soviètica | 1949                 |
| Rècord olímpic | Herma Bauma (AUT)          | 45.57 m | Londres, Regne Unit    | 31 de juliol de 1948 |

El rècord següent va ser aconseguit en aquesta prova:
| Data      | Esdeveniment | Atleta         | Resultat | RO | RM |
| --------- | ------------ | -------------- | -------- | -- | -- |
| 24 juliol | Final        | Dana Zátopková | 50.47 m  | RO |    |

## Resultats

### Qualificacions
La marca de qualificació per a la final es va establir en 38.00 m.
| Posició | Atleta                  | Nacionalitat   | Resultat | Notes |
| ------- | ----------------------- | -------------- | -------- | ----- |
| 1       | Aleksandra Chudina      | Unió Soviètica | 46.17    | RO    |
| 2       | Galina Zybina           | Unió Soviètica | 45.95    |       |
| 3       | Dana Zátopková          | Txecoslovàquia | 45.57    |       |
| 4       | Ielena Gorchakova       | Unió Soviètica | 45.18    |       |
| 5       | Marlies Müller          | Alemanya       | 44.99    |       |
| 6       | Jutta Krüger            | Alemanya       | 43.43    |       |
| 7       | Herma Bauma             | Àustria        | 43.07    |       |
| 8       | Marjorie Larney         | Estats Units   | 41.44    |       |
| 9       | Inge Bausenwein         | Alemanya       | 40.53    |       |
| 10      | Anni Rättyä             | Finlàndia      | 40.47    |       |
| 11      | Estrella Puente         | Uruguai        | 40.10    |       |
| 12      | Maria Ciach             | Polònia        | 39.96    |       |
| 13      | Lily Carlstedt-Kelsby   | Dinamarca      | 39.61    |       |
| 14      | Diane Coates            | Regne Unit     | 39.45    |       |
| 15      | Ada Turci               | Itàlia         | 39.31    |       |
| 16      | Elsa Torikka            | Finlàndia      | 39.27    |       |
| 17      | Kaisa Parviainen        | Finlàndia      | 39.10    |       |
| 18      | Gerda Martín            | Xile           | 36.94    |       |
| 19      | Amalia Yubi             | Mèxic          | 35.59    |       |
|         | Edith Thomas            | Xile           | No pres. |       |
|         | Gerda Schilling-Staniek | Àustria        | No pres. |       |

### Final
| Posició | Atleta                | Nacionalitat   | 1     | 2     | 3     | 4     | 5     | 6     | Resultat | Notes |
| ------- | --------------------- | -------------- | ----- | ----- | ----- | ----- | ----- | ----- | -------- | ----- |
| 1st     | Dana Zátopková        | Txecoslovàquia | 50.47 | 41.34 | 46.28 | 43.45 | 45.62 | 47.63 | 50.47    | RO    |
| 2nd     | Aleksandra Chudina    | Unió Soviètica | 46.71 | 45.20 | 47.50 | X     | 49.61 | 50.01 | 50.01    |       |
| 3rd     | Ielena Gorchakova     | Unió Soviètica | 46.67 | 49.76 | 48.27 | 45.28 | 43.10 | 43.28 | 49.76    |       |
| 4       | Galina Zybina         | Unió Soviètica | 44.86 | 48.35 | 47.24 | 47.94 | 47.81 | 45.95 | 48.35    |       |
| 5       | Lily Carlstedt-Kelsby | Dinamarca      | 46.23 | 40.90 | 45.30 | 42.38 | 44.82 | 44.77 | 46.23    |       |
| 6       | Marlies Müller        | Alemanya       | X     | 44.37 | X     | 43.21 | X     | 43.08 | 44.37    |       |
| 7       | Maria Ciach           | Polònia        | 42.55 | 43.53 | 44.31 |       |       |       | 44.31    |       |
| 8       | Jutta Krüger          | Alemanya       | 44.30 | 42.17 | 41.77 |       |       |       | 44.30    |       |
| 9       | Herma Bauma           | Àustria        | 42.54 | 42.27 | 41.13 |       |       |       | 42.54    |       |
| 10      | Estrella Puente       | Uruguai        | 39.41 | 41.44 |       |       |       |       | 41.44    |       |
| 11      | Ada Turci             | Itàlia         | 41.15 | 41.20 | 40.03 |       |       |       | 41.20    |       |
| 12      | Inge Bausenwein       | Alemanya       | 41.16 | 39.60 | 39.55 |       |       |       | 41.16    |       |
| 13      | Marjorie Larney       | Estats Units   | X     | 40.58 | 36.04 |       |       |       | 40.58    |       |
| 14      | Anni Rättyä           | Finlàndia      | 40.33 | 38.85 | 40.56 |       |       |       | 40.56    |       |
| 15      | Diane Coates          | Regne Unit     | 40.17 | 39.28 | 38.55 |       |       |       | 40.17    |       |
| 16      | Kaisa Parviainen      | Finlàndia      | 38.03 | 39.82 | X     |       |       |       | 39.82    |       |
| 17      | Elsa Torikka          | Finlàndia      | 39.58 | X     | 36.73 |       |       |       | 39.58    |       |